# Zveza potrošnikov Slovenije
Zveza potrošnikov Slovenije (ZPS) je neodvisna, neprofitna, mednarodno priznana nevladna organizacija, ki zastopa, svetuje, informira in osvešča potrošnike. Ustanovljena je bila junija 1990. Po pravnem statusu je društvo, ki ga vodi izvršni odbor. Predsednica ZPS je Breda Kutin. 

## Poslanstvo
ZPS sodeluje pri oblikovanju zakonov in predpisov, ki segajo na področje varstva potrošnikov. Glavno poslanstvo nacionalne potrošniške organizacije je uveljavljanje pravic potrošnikov in  varovanje njihovih interesov. V sodelovanju z neodvisnimi strokovnjaki in akreditiranimi laboratoriji preverjajo kakovosti izdelkov in storitev ter njihovim članom svetujejo pri pomembnih potrošniških vprašanjih in jim nudijo tudi strokovno pravno pomoč. 

## Mednarodno sodelovanje
Zveza potrošnikov Slovenije sodeluje v številnih mednarodnih projektih in odborih, je del mednarodne neprofitne organizacije za izvajanje potrošniških testiranj [] ter evropske in svetovne potrošniške organizacije [] in [].

## Revija potrošniške organizacije
Revijo VIP so ustanovili leta 1991. Izdajatelj revije je Mednarodni inštitut za potrošniške raziskave. Revija potrošnikom predstavlja nujen neodvisni vir v tržnem gospodarstvu, saj potrošnika opremi s ključnimi praktičnimi informacijami, ki jih potrebuje v vsakodnevnem življenju. H kredibilnosti in nepristranskosti informacij pripomore dejstvo, da v reviji ne objavljajo oglasnih sporočil ponudnikov izdelkov in storitev. Dodatna posebnost, ki jo revija vključuje, so tudi od proizvajalcev in trgovcev neodvisni primerljalni testi izdelkov in storitev na trgu. Izide vsak mesec.  Revija od junija 2015 izhaja pod imenom ZPStest. 

## VIP test
Ugotovitve so združene v tako imenovanem VIP testu, ki je namenjen označevanju izdelkov, ocenjenih na primerjalnih testih kakovosti, ki jih strokovnjaki Zveze potrošnikov Slovenije in Mednarodnega inštituta za potrošniške raziskave izvajajo skupaj z neodvisnimi ustanovami v Sloveniji in drugih državah EU. Glavni namen takšnega označevanja je, da pomaga potrošnikom pri odločanju o nakupu izdelkov in jim na preprost način ponudi objektivne informacije o kakovosti izdelkov.